# The Bang-Bang Club (livre)
Pour les articles homonymes, voir Bang-Bang Club (homonymie).
The Bang-Bang Club est l'autobiographie de Greg Marinovich et João Silva, les deux membres survivants du Bang-Bang Club, parue en 2000 chez Basic Books à New York. Le livre est préfacé par Desmond Tutu.
The Bang-Bang Club a été adapté au cinéma en 2011 sous le même titre.

## Éditions
- (en) Greg Marinovich et João Silva (préf. Desmond Tutu), The Bang-Bang Club : Snapshots from a Hidden War, New York, Basic Books, 20 septembre 2000, 254 p., édition brochée (ISBN 0-465-04413-1 et 978-0-465-04413-9, LCCN 00060893)
- (en) Greg Marinovich et João Silva (préf. Desmond Tutu), The Bang-Bang Club : Snapshots from a Hidden War, New York, Basic Books, 20 septembre 2000, 254 p., édition reliée (ISBN 0-465-04412-3 et 978-0-465-04412-2, OCLC 44979757)